# Singer 9
Der Singer 9 ist ein Kleinwagen, den Singer von 1932 bis 1937 und von 1939 bis 1951 baute. Die 1932 vorgestellte 9 Limousine war der Nachfolger des 8 Junior, des ersten Modells mit OHC-Motor.
Der Wagen hat einen Vierzylinder-Reihenmotor mit 972 cm³ Hubraum und obenliegender Nockenwelle. Der Motor wird von zwei Solex-Vergasern beatmet und leistet 31 bhp (22,8 kW). Die Höchstgeschwindigkeit der klassischen Limousine liegt bei 96 km/h.
1936 löste der Singer Bantam die 9-Limousine ab, die allerdings noch bis 1937 parallel weitergebaut wurde. Der Bantam war etwas kürzer als der 9 und hatte zwar den gleichen Motor, jedoch nur einen SU-Vergaser.

## 9 Sports und 9 Le Mans
1933 erschien ein zweisitziger Roadster, das Modell 9 Sports, das mit dem gleichen Motor 35 bhp (26 kW) Leistung und 102 km/h Höchstgeschwindigkeit erreichte. Im gleichen Jahr wurde dieses Modell wieder eingestellt und 1935 durch den 9 Le Mans ersetzt, der es auf 38 bhp (28 kW) und 117 km/h brachte. Zwei SU-Vergaser versorgten nun das Triebwerk. In der gleichen Karosserie wurde auch der   Singer 1½ litre Le Mans mit Sechszylinder-Motor angeboten.

## Nine Roadster
1939 erschien erneut ein zweisitziger Sportwagen vom Typ Nine, der mit dem größeren Motor des letzten Bantam bestückt war. Obwohl auch nur mit einem SU-Vergaser ausgestattet, erreichte die Maschine im Sportwagen 35 bhp (26 kW). 1949 wurde das Fahrzeug vom Nine 4A / 4AB abgelöst, dessen Motor noch etwas stärker ausfiel (36 bhp / 26,5 kW). Der Sporttourer erreichte eine Höchstgeschwindigkeit von 104 km/h und wurde 1951 vom größeren Singer SM 1500 Roadster / Tourer abgelöst.